# Budykierz

Budykierz (prononciation : [buˈdɨkʲɛʂ]) est un village polonais de la gmina de Brańszczyk dans le powiat de Wyszków de la voïvodie de Mazovie dans le centre-est de la Pologne.
Il se situe à environ 6 kilomètres au nord de Brańszczyk (siège de la gmina), 16 kilomètres au nord-est de Wyszków (siège du powiat) et à 68 kilomètres au nord-est de Varsovie (capitale de la Pologne).
Le village possède une population de 226 habitants en 2011.

## Histoire
De 1975 à 1998, il faisait partie du territoire de la Voïvodie d'Ostrołęka